# Jacques Feyerick
Jacques Feyerick (Gent,  28 december 1874 - aldaar, 13 november 1955) was een Belgische atleet, die gespecialiseerd was in het hordelopen. Hij veroverde één Belgische titel.

## Biografie

### Atletiek
Feyerick werd in 1892 Belgisch kampioen op de 110 meter horden. Hij was aangesloten bij AA Gent.

### Voetbal
Feyerick werd in 1912 voorzitter van AA Gent. Hij slaagde erin om de beste Gentse voetballers te verzamelen in een gemengde ploeg, de Gentse Entente. Hij bleef maar even voorzitter.

### Golf
Na het overlijden van zijn broers Albert in 1919 en Ferdinand in 1920 werd hij plots verantwoordelijk voor de golfterreinen van Les Buttes Blanches, de huidige Royal Latem Golf Club. Hij zorgde ervoor dat de leden van de golfclub in het bezit kwamen van hun terreinen.

### Privé
Feyerick was samen met zijn broers ondernemer, actief in de textielsector en de suikerhandel. Hij was getrouwd met Christine Braun, dochter van burgemeester Emile Braun en had twee dochters.